# Wincenty Szober

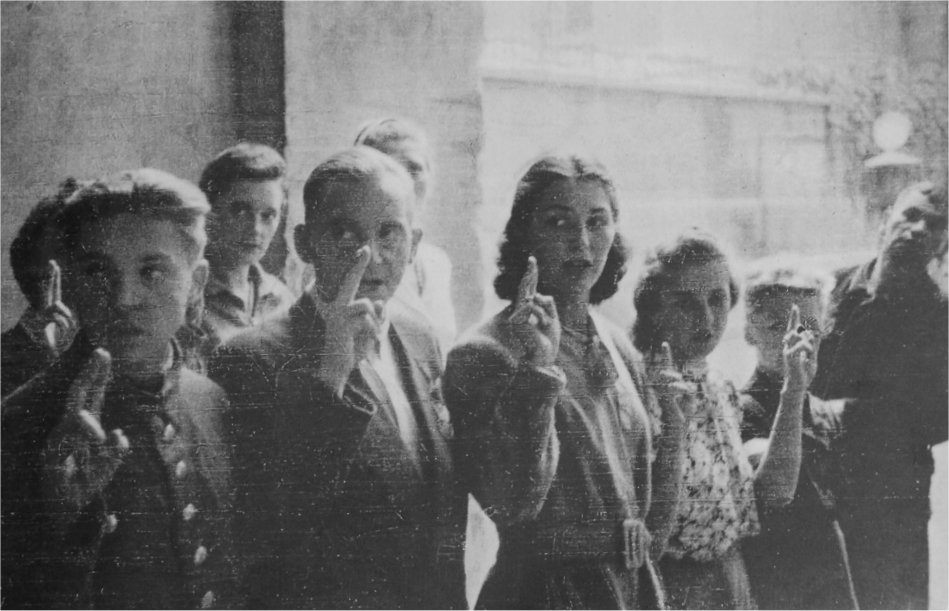
Jedna z partyzánských fotografií

Wincenty Franciszek Szober, pseudonym "Andrzej Tarnowski" (24. dubna 1920 ve Varšavě – 13. dubna 2009 tamtéž) byl polský účastník Varšavského povstání, desátník kadet a fotograf.

## Životopis
Za okupace působil v polském ozbrojeném podzemí. Během povstání, od 2. srpna 1944, patřil ke 3. uskupení "Konrad" Zemské armády. Působil především v Powiśle a Jižním Śródmieście. Fotografoval fotoaparátem „Retina II“.
Je pohřben na vojenském hřbitově Powązki ve Varšavě (sekce A-5-19).

## Galerie

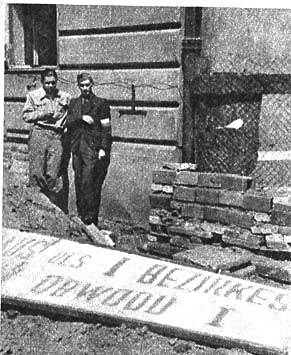
Varšavské povstání: Ppor. Zbigniew Czeczot-Gawrak „Nowina“ (se zraněnou rukou), velitel čety 111 ze skupiny III „Konrad“, která byla součástí skupiny „Krybar“, a kadet „Rudzki“ stojí před německým nápisem vytrženým z budovy Ubezpieczlani na ulici Smulikowskiego
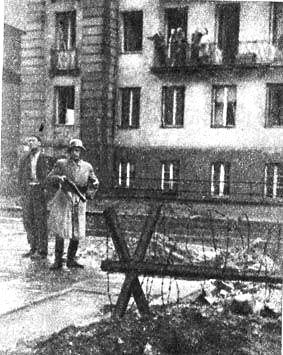
Varšavské povstání
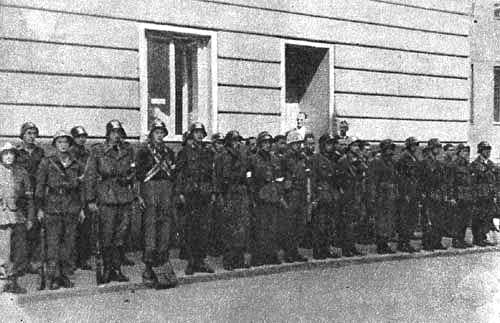
Varšavské povstání
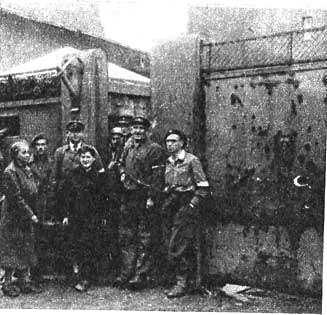
Varšavské povstání
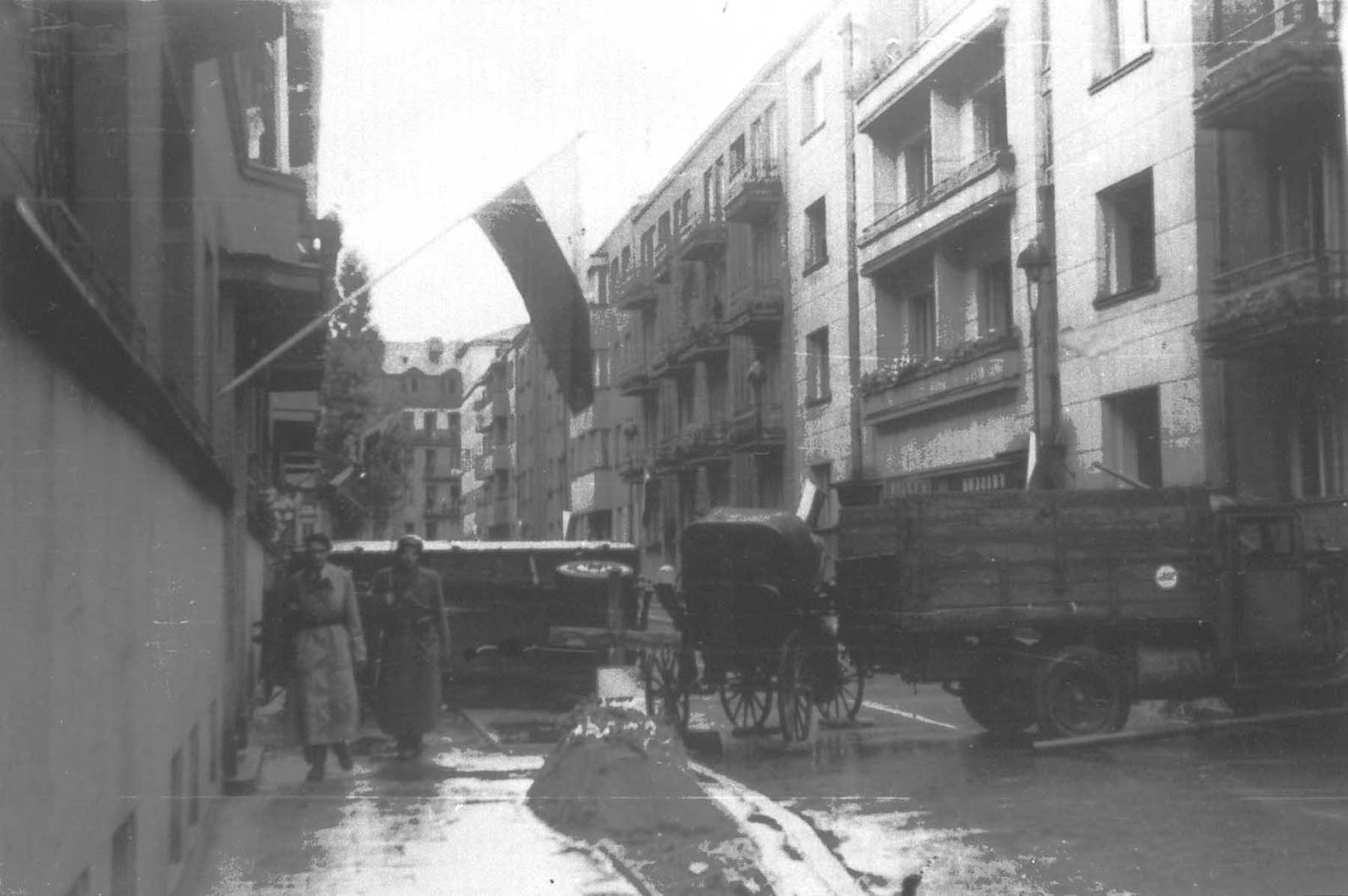
Varšavské povstání, ulice Smulikowskiego
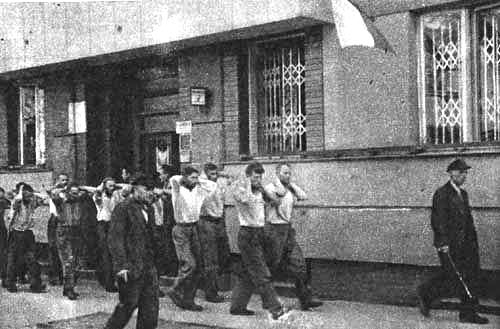
První němečtí váleční zajatci vedení po ulici Smulikowskiego, poblíž nájemního domu v ulici Smulikowskiego 7